# ثنائي هيدروكودايين
دي هيدروكودين Dihydrocodeine أو ثنائي هيدروكودين أو DHC دواء مخدر وقاتل للألم، مشتق من الكودين، وهو أقل قوة من المورفين بست مرات. يستخدم كمضاد للألم بعد العمليات الجراحية وانقطاس التنفس ومضادات السعال، يوجد كحبوب وشراب وأشكال أخرى.
وهو مسكن أفيوني نصف صنعي, تم تطويره في ألمانيا عام 1908 وتم تسويقه في عام 1911.

## الاستخدام الطبي
يستخدم في حالات:
- الألم المعتدل والشديد.
- ضيق النفس الشديد.
- مضادات السعال. (الجرعة المضادة للسعال هي أقل من الجرعة المسكنة للألم).

ويستخدم لذلك إما بمفرده أو بالمشاركة مع الأسبيرين أوالباراسيتامول, كما هو الحال في co-dydramol
في بعض البلدان, يتم استخدام صيغ مضبوطة التحرر من الدي هيدروكودئين مع/أو استخدام الصيغ فورية التحرر منه, وذلك كبديل عن الميثادون methadone, في علاج اعتماد الأفيون أو إدمانه.

## التحضير والتوافر
من منتجات ثنائي هيدروكودايين التي يمكن شراؤها دون وصفة طبية في العديد من الدول الأوروبية والمطلة على المحيط الهادئ تحتوي عموما على 2-20 & nbsp؛ ملغ من ثنائي هيدروكودايين لكل وحدة ,نجد ان الجرعات تكون جنبا إلى جنب مع واحد أو أكثر من المكونات الأخرى النشطة مثل الباراسيتامول، والأسبرين، إيبوبروفين، مضادات الهيستامين، مضادات الاحتقان، والفيتامينات

## كيمياء
ثنائي هيدروكودايين هو الدواء الأم لسلسلة من المخدرات القوية باعتدال بما فيها جملة أمور، هيدروكودون، نيكوكوديين، نيكودي كوديين، ثيبائين وأسيتيل دي هايدروكوديين .
في حين تحويل كوديين إلى مورفين هو مهمة صعبة وغير مجزية، ويمكن تحويل ثنائي هيدروكودايين إلى دي هايدرو مورفين مع إنتاجية عالية جدا (أكثر من 95٪). ويستخدم على نطاق واسع دي هايدرو مورفين في اليابان. المورفين دي هايدرو يمكن تحويلها كميا لهايدرو مورفون باستخدام ثلاثي البوتاسيوم باتوكسايد.

## الأشكال الصيدلانية
- مضغوطات.
- محلول.
- اكسير.
- وأشكال فموية أخرى.

يتوافر في بعض البلدان على شكل:
- محاليل حقنية في الطبقات العميقة من الجلد.
- محلول حقني داخل العضل.
- تحاميل. (لكن لم تعد تستخدم كثيرا, ولا يتم صرفها إلا بموجب وصفة طبية)

كما هو الحال مع الكودايين, يجب تجنب الإعطاء الوريدي كونه يتسبب بحدوث وذمة رئوية أو التأق.

### الأملاح
يستخدم منه الأملاح التالية في ترتيب تنازلي لكثرة الاستخدام:
بيطرطرات، الفوسفات، هيدروكلوريد، طرطرات، هايدرو يوديد، يوديد الميثيل، هايدروبروميد ، وكبريتات.

### الجرعة
- يصاغ لتسكين الألم عادة ضمن صيغة مضغوطات أو كبسولات فيها ربع قمحة (15-16 ملغ) أو نصف قمحة (30-32 ملغ) مع أو بدون مواد فعالة أخرى كالأسبيرين أو الباراسيتامول أو الإيبوبروفين وغرها.
- تستخدم المضغوطات مضبوطة التحرر لكل من السعال والألم كمضغوطات شمعية تحتوي على 60-120 ملغ من الدواء.
- الصيغ الأخرى المحضرة لعلاج السعال قد يترافق معها مضادات الهيستامين ومضادات الاحتقان وغيرها.
- الأشكال التي تباع دون وصفة طبية منه تحتوي على 2-20 ملغ منه وتكون مترافقة مع الأسبيرين أو الباراسيتامول أو الإيبوبروفين أومضادات الهيستامين أو مضادات الاحتقان أو الفيتامينات أو المحضرات النباتية الطبية وغيرها.

## الآثار الجانبية
- كباقي الأفيونات, يسبب الاستخدام المتكرر للدي هيدروكودئين حدوث التحمل والاعتماد الفيزيائي والنفسي.
- جميع الأفيونات تؤثر بالجرعات العالية على القدرات العقلية وبالتالي يصبح من الخطر القيام ببعض الأعمال كقيادة السيارة أو العمل على آلات خطرة.
- حكة واحمرار وجه وتمدد الأوعية الدموية, وذلك لتحرر الهيستامين استجابة لارتباط الدواء على المستقبلات في الCNS مع/أو المستقبلات الأخرى في الجسم.
- دوخة.
- الشعور بحالة من فرد النشاط.
- الإمساك هو أشهر أثر جانبي للدي هيدرو كودئين وكل المشتقات الأفيونية في الغالب, وذلك بسبب إحداثه للبطء في الحركة التمعجية للأمعاء, لذلك يمكن أن يفيد في حالات الإسهال ومتلازمة الأمعاء المتهيجة متلازمة القولون المتهيج.[5]